# Dniepropetrowska Filharmonia Obwodowa
Dniepropetrowska Filharmonia Obwodowa - państwowa instytucja kultury z siedzibą w Dnieprze. Istnieje od 1936 roku. Gmach filharmonii zbudowany 1912 roku przez architekta O. Ginzburga.